# Desmopachria vicina
Desmopachria vicina är en skalbaggsart som beskrevs av Sharp 1887. Desmopachria vicina ingår i släktet Desmopachria och familjen dykare. Inga underarter finns listade i Catalogue of Life.